# Nombre de Kirpitxiov (flux)
|  | No s'ha de confondre amb Nombre de Kirpitxiov (transferència de calor i massa). |

El nombre de Kirpitxiov {\displaystyle (Kir)} és un nombre adimensional de la mecànica de fluids per caracteritzar el flux d'un fluid al voltant d'un objecte immergit. Aquest nombre duu el nom de l'enginyer rus Víktor Lvóvitx Kirpitxiov. Es defineix com:
{\displaystyle Kir={\frac {\rho F_{r}}{\mu ^{2}}}}
on :
- ρ - és la densitat del fluid
- Fr - és la força de resistència deguda a l'obstacle
- μ - és la viscositat dinàmica